# 丁外人
丁外人（？—前80年），本名少君。西汉河间郡（今河北省献县东南）人，是汉昭帝姊姊鄂邑盖长公主私幸外夫。
丁外人因受公主宠爱，骄纵不法，曾经派人射杀故京兆尹樊福，而把凶手藏在公主家。渭城令胡建追捕，他和左将军上官桀命令自己的从奴去射击追吏。上官桀因为长公主的缘故为他求封，使他能得以作为列侯娶公主，又为他求官光禄大夫，都被大将军霍光所拒绝。元凤元年（前80年），因盖长公主与燕王刘旦、上官桀、上官安父子等合谋叛乱，事发，丁外人被株连族诛。